# Wilgotnica żółknąca

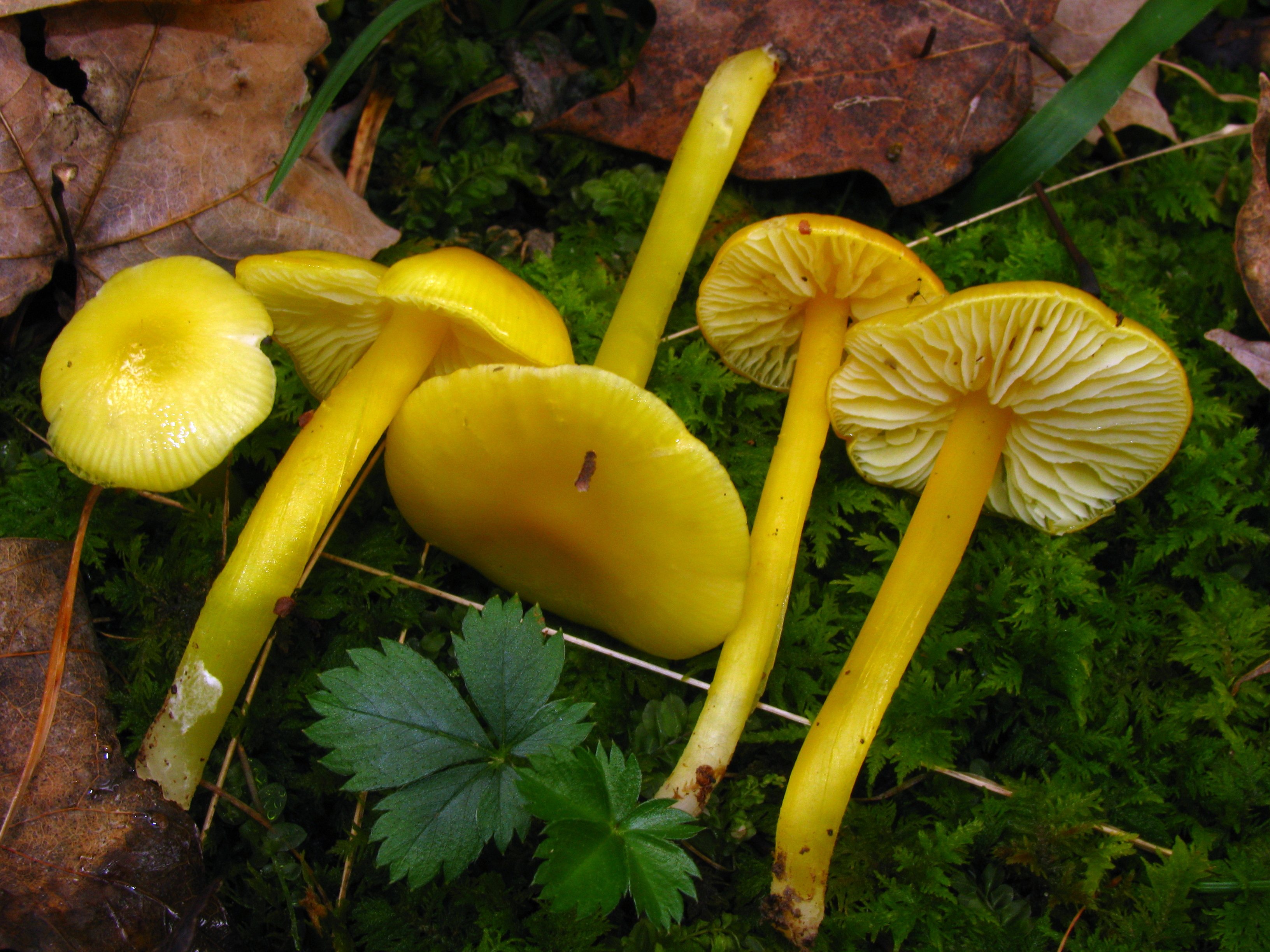

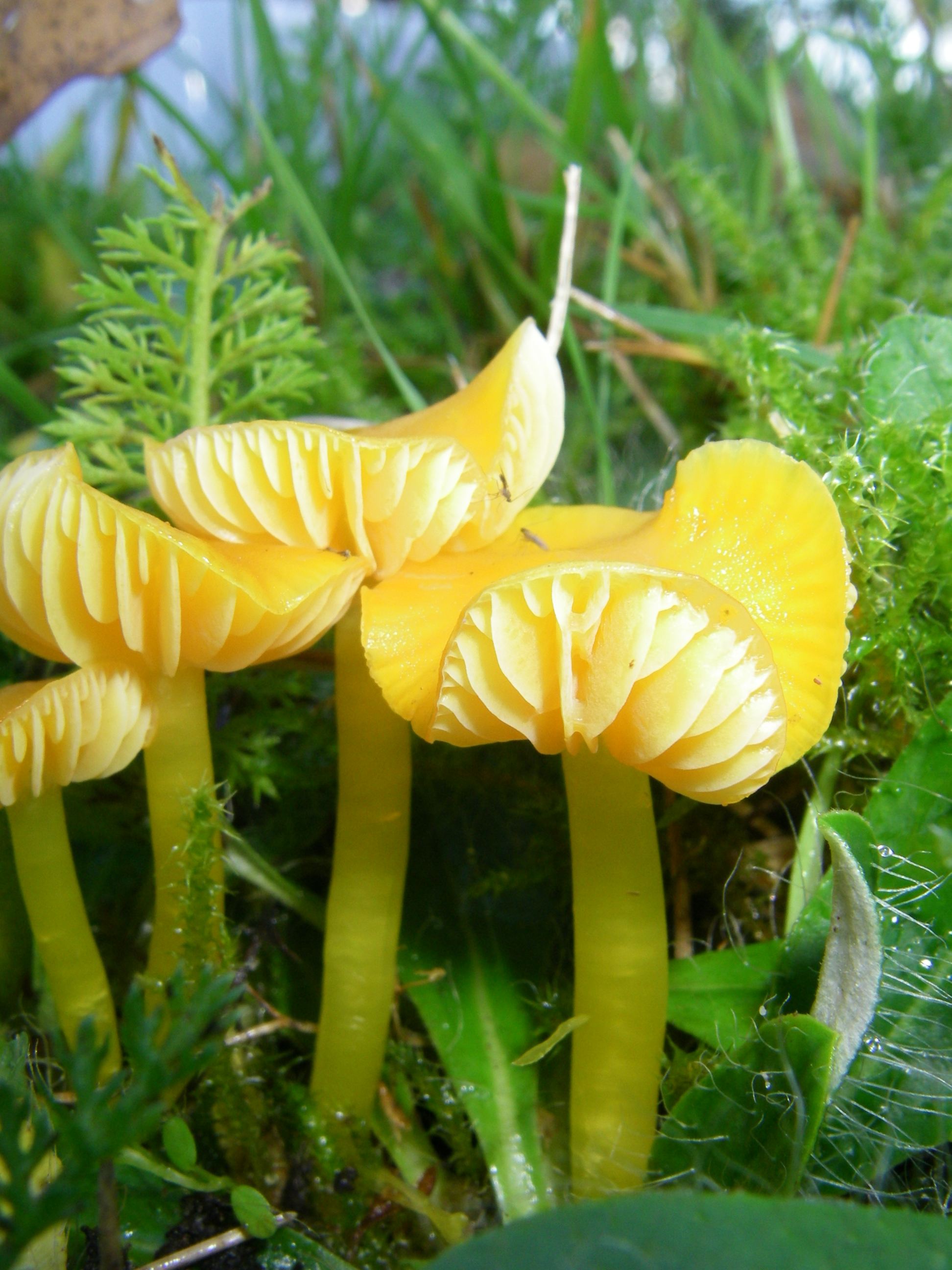

Wilgotnica żółknąca (Hygrocybe chlorophana (Fr.) Wünsche) – gatunek grzybów z rodziny wodnichowatych (Hygrophoraceae).

## Systematyka i nazewnictwo
Pozycja w klasyfikacji według Index Fungorum: Hygrophoraceae, Agaricales, Agaricomycetidae, Agaricomycetes, Agaricomycotina, Basidiomycota, Fungi.
Po raz pierwszy takson ten zdiagnozował w 1821 r. Elias Fries nadając mu nazwę Agaricus chlorophanus. Obecną, uznaną przez Index Fungorum nazwę nadał mu w 1877 r. Friedrich Otto Wünsche.
Niektóre synonimy naukowe:

- Agaricus chlorophanus Fr. 1821
- Godfrinia chlorophana (Fr.) Herink 1958
- Hygrocybe chlorophana var. aurantiaca Bon 1976
- Hygrocybe euroflavescens Kühner 1976
- Hygrophorus chlorophanus (Fr.) Fr. 1838
- Hygrophorus euroflavescens (Kühner) Dennis 1986

Nazwę polską podała Barbara Gumińska w 1997 r., używała też nazwy wilgotnica lepka. 

## Morfologia
Kapelusz
Średnica 2–5 cm, początkowo półkulisty, później rozpostarty i zazwyczaj z tępym wybrzuszeniem na środku. Nigdy nie staje się stożkowaty. Powierzchnia naga, gładka a u dojrzałych owocników śliska. Kolor siarkowy lub złotożółty, szybko jednak płowieje. Brzegi kapelusza często prążkowane.
Blaszki
Szerokie, przy trzonie wykrojone ząbkiem, mogą też być przyrośnięte, lub wolne. Kolor od cytrynowego do jasnożółtego, na ostrzach jaśniejszy.
Trzon
Wysokość 2–8 cm, grubość do 1 cm, u podstawy zwężony, w wilgotnych warunkach oślizgły, lśniący, początkowo pełny, później pusty. Barwa od pomarańczowożółtej do siarkowożółtej.
Miąższ
Cienkomięsisty, jasnożółty, ugnieciony nie ciemnieje. Bez wyraźnego smaku i zapachu.
Wysyp zarodników
Biały, nieamyloidalny. Zarodniki eliptyczne, gładkie.

## Występowanie i siedlisko
W Polsce gatunek rzadki. Znajduje się na Czerwonej liście roślin i grzybów Polski. Ma status R – potencjalnie zagrożony z powodu ograniczonego zasięgu geograficznego i małych obszarów siedliskowych. Znajduje się na listach gatunków zagrożonych także w Szwajcarii, Niemczech, Holandii.
Rośnie na ziemi w trawach, szczególnie na terenach pagórkowatych. Owocniki wytwarza od września do października.

## Znaczenie
Prawdopodobnie grzyb mykoryzowy. Według niektórych autorów jest grzybem trującym, w Niemczech wilgotnice uznawane są za grzyby jadalne, obecnie jednak nie są tam zbierane, gdyż wszystkie gatunki wilgotnic są w Niemczech prawnie chronione.

## Gatunki podobne
- Wilgotnica wypukła (Hygrocybe quieta) ma nieco ciemniejszy kapelusz z pomarańczowym wierzchołkiem, blaszki też nieco ciemniejsze[4].